# Latorpsängarna
Latorpsängarna är ett naturreservat i Örebro kommun nära Latorp och bildades 1985. I månadsskiftet maj-juni blommar guckusko, som är återimplanterad i reservatet i modern tid. I Kantängen blommar även gullviva, blåsippa, tibast, tvåblad och skogsstarr. I Torrängen växer bland annat jordtistel, darrgräs, sommarfibbla, buskviol, rödkämpar, rosettjungfrulin och ormbunken ormtunga. En skyltad stig finns i området. Reservatet består av två områden. Söder om dessa finns Vinteråsens naturreservat.